# 会津中央病院
会津中央病院（あいづちゅうおうびょういん）は、福島県会津若松市にある医療機関。

## 概要
一般財団法人温知会が運営する病院である。救命救急センターを持ち、会津地方の三次救急医療を担うほか、会津医療圏の災害拠点病院（地域災害医療センター）、地域がん診療連携拠点病院、エイズ治療拠点病院などの指定を受ける。運営母体の一般財団法人温知会は、猪苗代町立猪苗代病院（旧福島県立猪苗代病院）の指定管理者である。

## 診療科
- 呼吸器科
- 消化器科
- 小児科
- 循環器科
- 神経内科
- 糖尿病外来
- 内科
- 形成外科
- 外科
- 産婦人科
- 呼吸器外科
- 歯科口腔外科
- 小児外科
- 心臓血管外科
- 整形外科
- 内分泌外来
- 脳神経外科
- 美容外科
- 眼科
- 歯科
- 耳鼻咽喉科
- 精神科
- 泌尿器科
- 皮膚科
- 放射線科
- 麻酔科
- リハビリテーション科
- 健診センター
- 救命救急センター

## 医療機関の指定等
- 保険医療機関
- 救急告示医療機関
- 労災保険指定医療機関
- 指定自立支援医療機関（更生医療・育成医療・精神通院医療）
- 身体障害者福祉法指定医の配置されている医療機関
- 生活保護法指定医療機関
- 母体保護法指定医の配置されている医療機関
- 災害拠点病院
- 救命救急センター
- 臨床研修指定病院
- がん診療連携拠点病院
- エイズ治療拠点病院
- 特定疾患治療研究事業委託医療機関
- DPC対象病院
- 小児慢性特定疾患治療研究事業委託医療機関
- 無料低額診療事業実施医療機関

## 法人の施設
- プリスクール水輝
- 介護老人保健施設 悠悠
- 会津中央病院指定居宅介護支援事業所
- 会津中央在宅介護支援センター
- 会津中央訪問看護ステーション
- 猪苗代町立猪苗代病院（指定管理者）

## 法人の関連施設
財団法人温知会以外の法人が所有する施設。特に断り書きのないものは会津若松市に所在する。
- つるが松窪病院
- 介護老人保健施設ライフケア鶴賀
- 特別養護老人ホーム枝雪零苑
- 特別養護老人ホームエルムホーム（福島県耶麻郡塩川町）
- 仁愛高等学校
- 仁愛看護福祉専門学校
- ケアセンター阿見（茨城県稲敷郡阿見町）

## 交通アクセス
- JR磐越西線 会津若松駅より会津バスを利用。
  - 原長谷川線・河東地域コミュニティバスで「下居合会津中央病院前」停留所下車[1]。
  - 会津若松駅前から2番バスのりば「会津大学経由居合団地」行きで「会津中央病院前」停留所下車[2]。
  - 会津若松駅前から3番バスのりば「大塚山入口経由松長団地」行きで「会津中央病院前」停留所下車、もしくは「北滝沢経由松長団地」行きで「仁愛高校前」停留所下車[2]。